# Le Mesnil-Véneron
 Le Mesnil-Véneron  es una población y comuna francesa, situada en la región de Baja Normandía, departamento de Mancha, en el distrito de Saint-Lô y cantón de Saint-Jean-de-Daye.

## Demografía
| 107 | 102 | 98 | 99 | 97 | 94 |
| Para los censos de 1962 a 1999 la población legal corresponde a la población sin duplicidades (Fuente: INSEE [Consultar]) |     |    |    |    |    |